# 川久保拓司
川久保 拓司（かわくぼ たくじ、1981年12月17日 - ）は、日本の俳優、タレントである。東京都大田区出身。2021年6月よりフリー。立教大学経済学部経営学科卒業。

## 略歴
高校時代に原宿でスカウトされ、「コカコーラ」のCMでデビュー。大学在学中に「ミスター立教」に選ばれている。
2003年に俳優デビュー。同年3月には美輪明宏演出の舞台『黒蜥蜴』に出演し、9月にはテレビドラマ『仮面ライダー555』に太田信吾役でゲスト出演する。
2004年10月から2005年6月まで放送された、『ウルトラマンネクサス』で最終回になるまで1回もウルトラマンに変身しない主人公・孤門一輝役を演じた。また、『ネクサス』の総集編DVDや『ウルトラマン列伝』の『ネクサス』総集編ではナレーションを、PSPソフト『HEROES' VS』ではネクサスの声を担当している。
2010年4月から同年12月まで、中京テレビ『news every.』内の「ペットボトルのキャップを集め、発展途上国の子供たちにワクチンを送ろう」という趣旨の企画「キャップforスマイル」のレポーターとして、東海3県を巡回した。また、同企画内でラオスに赴いている。
2011年3月からお笑いコンビ・カラテカとの月1回のトークライブを行う。
2015年10月10日、一般女性と入籍。2016年3月23日、第一子となる男児誕生。38歳の誕生日を迎えた2019年12月17日、第二子が誕生。
2021年5月31日、この日をもってスターダストプロモーションを退所。6月1日からフリーとして活動。

## 人物
- ウルトラシリーズの作品は初代『ウルトラマン』を再放送で観ていたという[9]。
- 特技はサッカー。高校生までサッカー一筋であったといい、プロのサッカー選手になることを希望していた[10]。
- 交友関係では、俳優の袴田吉彦とはフットサルの仲間である[11]。また、『ネクサス』で共演した俊藤光利のことを、「兄さん」と呼び慕っている[12]。

## 出演

### テレビドラマ
- 仮面ライダー555 第33・34話（2003年9月14日・21日、テレビ朝日） - 太田信吾 役
- こちら本池上署 第3シリーズ 第10話（2004年3月、TBS） - 向井友則 役
- ウルトラマンネクサス（2004年10月2日 - 2005年6月25日、CBC） - 孤門一輝 役
- こちら本池上署 第4シリーズ 第4話（2004年11月、TBS）
- 夜王〜YAOH〜 第11話（2006年3月、TBS）
- 紅の紋章（2006年10月 - 12月、東海テレビ） - 辻珠彦 役
- 夢路 YUMEJI 第3話（2007年4月、TBS）
- 恋する日曜日第3シリーズ 第20話「30-Thirty-」（2007年5月、BS-TBS） - 健二 役
- 怪談新耳袋スペシャル〜黒い男たち〜（2007年6月、BS-TBS）
- 週刊 赤川次郎「青春の決算」（2007年9月、テレビ東京） - 大山真澄 役
- 風魔の小次郎（2007年10月 - 12月、テレビ東京） - 飛鳥武蔵 役
- 時代劇スペシャル「母恋ひの記」〜谷崎潤一郎『少将滋幹の母』より〜（2008年12月13日、NHK） - 藤原敦忠 役
- ゴーストフレンズ（2009年4月2日 - 6月4日、NHK） - 永井拓海 役
- ハンチョウ〜神南署安積班〜 第11話（2009年6月22日、TBS） - 桑田康之 役
- 金曜プレステージ ホストの女房（2009年9月4日、フジテレビ）
- オトコマエ!2 第13話（2009年12月5日、NHK） - 倉田隆成 役
- 勇者ヨシヒコシリーズ - ポンジ 役
  - 勇者ヨシヒコと魔王の城 第8話（2011年8月26日、テレビ東京）
  - 勇者ヨシヒコと導かれし七人 第8話（2016年11月25日、テレビ東京）
- ウルトラマン列伝 第19話（2011年11月9日、テレビ東京） - ナレーション
- 幸せの時間（2012年11月 - 12月、東海テレビ） - 篠田俊夫 役
- ぐいぐいゾンビ 第1話（2013年4月、NHK Eテレ）
- 放課後グルーヴ 最終話（2013年6月24日、TBS） - ピザ屋 役
- 天魔さんがゆく 第9話（2013年9月16日、TBS） - 加瀬 役
- アオイホノオ（2014年7月 - 9月） - 村上 役
- 私たちがプロポーズされないのには、101の理由があってだな 第10話（2015年1月13日、LaLa TV） - 洋一郎 / 佑司 役
- ウルトラマンX 第20話（2015年12月8日、テレビ東京） - 橘祥吾 役（友情出演）
- きみはペット 第2・8・10・11話（2017年2月6日 - 6月19日、フジテレビ） - 伊集院隼人 役
- Missデビル 人事の悪魔・椿眞子 第4話 (2018年5月5日、日本テレビ） - 高木繁克 役
- 昭和元禄落語心中[13]（2018年10月12日 - 12月14日、NHK総合 ドラマ10） - 円屋萬月 役
- 今日から俺は!! 第9話（2018年12月9日、日本テレビ） - 偽三橋 役
- ドラフトキング（2023年4月8日 - 6月10日、WOWOW） - 大越智成 役[14]

### 舞台
- 黒蜥蜴（2003年3月 - 5月、ル テアトル銀座 ほか）
- 南国プールの熱い砂（2006年7月 - 8月、青山円形劇場） - 瀧田陸 役
- 舞台版 風魔の小次郎（2008年3月、シアターアプル） - 飛鳥武蔵 役
- ハロルドとモード（2008年6月、天王洲 銀河劇場） - フィネガン神父 役
- ガラスの仮面（2008年8月 - 9月、彩の国さいたま芸術劇場 ほか） - 桜小路優 役
- リチャード三世（2008年12月 - 2009年2月、シアターBRAVA! ほか） - リッチモンド伯 役
- グレイ・ガーデンズ（2009年11月 - 12月、シアタークリエ ほか） - ジョセフ・P・ケネディ・Jr. 役（1幕） / ジェリー 役（2幕）
- ファンタジア（2009年12月、新宿シアターモリエール）
- スマートモテリーマン講座（2010年8月、草月ホール） - 島田 役
  - スマートモテリーマン講座（2011年10月、天王洲 銀河劇場） - 島田 役
  - スマートモテリーマン講座（2013年1月 - 2月、天王洲銀河劇場 ほか） - 西園寺司 役
- コーサ・ノストラの掟（2010年10月、新宿シアターモリエール）
- 似非紳士（2011年6月 - 7月、赤坂レッドシアター） - 坂元雅輝 役
- 天使のダイアリー（2012年3月 - 4月、浜離宮朝日ホール ほか） - ドミニオン 役
- アニー（2013年4月 - 8月、青山劇場 ほか） - ルースター 役
- STAGE×12 vol.3（2013年6月、赤坂GENKI劇場）
- 付きまとう褐色（2013年7月、SPACE107）
- 渇いた太陽（2013年11月 - 12月、シアター1010 / シアタークリエ）
- ピアフ（2016年2月 - 3月、日比谷 シアタークリエ ほか） - ルイ・バリエ 役
  - ピアフ（2018年11月 - 12月、シアタークリエ ほか） - ルイ・バリエ 役
- かげろう（2016年8月）[15]
- ロミオ&ジュリエット（2017年1月 - 3月、赤坂ACTシアター・梅田芸術劇場メインホール） - パリス 役
- トロイ戦争は起こらない（2017年10月、新国立劇場中劇場 ほか） - パリス 役
- ボーイズ・イン・ザ・バンド ～真夜中のパーティー～（2020年7月 - 8月、Bunkamuraシアターコクーン ほか） - ハンク 役
- マギ－迷宮組曲－（2022年6月3日 - 12日、天王洲 銀河劇場 / 6月18日 - 19日、森ノ宮ピロティホール） - ジャミル 役
- ミュージカル「カラフル」（2023年7月22日 - 8月6日、世田谷パブリックシアター ほか） - 真の父 役
- メイジ・ザ・キャッツアイ（2024年2月6日 - 3月3日、明治座）- 神谷真人 役[16][17]
- ミュージカル「グラウンドホッグ・デー」（2024年11月11日 - 12月8日、東京国際フォーラム ホールC ほか） - ラリー / ガス 役[18]
- 「Dancing☆Starプリキュア」The Stage2（2025年2月15日 - 3月2日、シアターH ほか）[19]
- 音楽劇「謎解きはディナーのあとで」（2025年9月9日 - 10月1日〈予定〉、日本青年館ホール ほか）[20]
- VISIONARY READING「三島由紀夫レター教室」（2025年10月9日〈予定〉、紀伊國屋ホール） - 山トビ夫 役[21]

### 映画
- 下妻物語（2004年）
- デビルマン（2004年）
- 最終兵器彼女（2006年） - ナカムラ 役
- TAKAMINE〜アメリカに桜を咲かせた男〜（2011年） - 豊田佐吉 役
- 俺はまだ本気出してないだけ（2013年） - 田中 役
- アニバーサリー 「記念日が行方不明」（2016年）
- DTC -湯けむり純情篇- from HiGH&LOW（2018年） - ガソリンスタンドの店員 役
- 聖☆お兄さん 第Ⅱ世紀（2019年）- コスプレショップ店員 役
- 満天の星の下で（2025年公開予定） - 片谷昇 役[22]

### インターネット・配信
- 負け犬結婚相談所（2005年、NETCINEMA.TV） - 日比野隆 役
- L-BOY（2008年、MOVIEFULL）

### ラジオドラマ
- 青春アドベンチャー ラジオの前で（2007年6月、NHK-FM）

### テレビアニメ
- 僕等がいた（2006年7月 - 12月、TOKYO-MXほか） - 竹内匡史 役[23]
- おじゃる丸 13シリーズ 第29話「たがめちゃん」（2010年5月18日、NHK教育） - ヒカル 役

### ゲーム
- ウルトラマンネクサス（2005年5月26日、PlayStation 2） - 孤門一輝 役
- HEROES' VS（2013年2月7日、PSP） - ウルトラマンネクサス 役[24]

### PV
- Hello Especially（スキマスイッチ）

### その他のテレビ番組
- 最強の男は誰だ!壮絶筋肉バトル!!スポーツマンNo.1決定戦（2005年、TBS）
- おもいっきりイイ!!テレビ（2008年4月 - 8月、日本テレビ） - 「海盛り 山盛り 朝ゴハンの旅」リポーター
- news every.（2010年4月 - 12月、中京テレビ） - 「キャップforスマイル」リポーター
- 鉄道紀行 ニッポンぶらり鉄道旅（NHK BSプレミアム） - 旅人
  - 第12回 京王井の頭線（2014年7月10日）
  - 第27回 京成本線（2015年1月15日）
  - 第33回 京王線（2015年4月2日）
  - 第43回 秩父鉄道秩父本線（2015年7月9日）
  - 第48回 JR東日本仙石線（2015年9月17日）
  - 第52回 都営地下鉄大江戸線（2015年11月5日）
  - 第57回 東京メトロ日比谷線（2016年1月7日）
  - 第67・68回 JR東日本東北新幹線（2016年5月5日・12日）
  - 第95回 西鉄天神大牟田線（2017年4月13日）

### CM
- コカコーラ「さあ お祭だ」篇（1999年）
- 日本マクドナルド「なっ得バリュー」「いっぱい遊んで」篇（2003年）
- ロッテスノー「雪印トルコ風アイス マンゴー味」（2003年）
- バンダイ「大型分離銃ディバイトランチャー」（2004年）
- バンダイ「ウルトラマンネクサス アパレルキャンペーン」（2004年）
- 一本義（2009年11月 - 2010年1月）

### 雑誌
- Gainer（2007年 - 、光文社） - レギュラーモデル

### 玩具
- ウルトラレプリカ エボルトラスター 20th Anniversary ver.（2024年） - 孤門一輝 役
- ウルトラレプリカ ブラストショット 20th Anniversary ver.（2025年） - 孤門一輝 役